# Innerbraz
Innerbraz est une commune autrichienne du district de Bludenz dans le Vorarlberg.